# Willa Fitzgeraldová
Willa Fitzgeraldová (* 17. ledna 1991 Nashville, Tennessee) je americká herečka. Na filmovém plátně debutovala v roce 2008 postavou Vivian v rodinném příběhu For the Love of a Dog. Seriálové hlavní role ztvárnila jako středoškolačka Emma Duvalová ve slasheru Scream na stanici MTV, v postavě trenérky roztleskávaček Colette Frenchové v thrilleru Jak se opovažuješ i jako seržantka Roscoe Conklinová v první řadě kriminálního Jacka Reachera na službě Prime Video.
Po ukončení středoškolského studia v roce 2009 na soukromé dívčí Harpeth Hall School v Nashvillu absolvovala bakalářský obor teatrologie na Yaleově univerzitě (2013, BA).

## Filmografie

### Film
| Rok  | Název                 | Role           | Poznámky                 |
| ---- | --------------------- | -------------- | ------------------------ |
| 2008 | For the Love of a Dog | Vivian         |                          |
| 2017 | Obludárium            | Tiffany        |                          |
| 2017 | Blood Money           | Lynn           | původní název Misfortune |
| 2017 | Beach House           | Emma           |                          |
| 2019 | Stehlík               | Kitsey Barbour |                          |
| 2021 | 18 1/2                | Connie         |                          |

### Televize
| Rok       | Název                                     | Role               | Poznámky                                         |
| --------- | ----------------------------------------- | ------------------ | ------------------------------------------------ |
| 2013–2014 | Alpha House                               | Lola Laffer        | vedlejší role; 12 dílů                           |
| 2014      | The Novice                                | Lucy Griego        | nevydaný televizní pilot                         |
| 2014      | Spravedlnost v krvi                       | Lacey Sutherland   | díl: „The Bogeyman“                              |
| 2014      | Stoupenci zla                             | Jenny              | díl: „Betrayal“                                  |
| 2014      | Milionový lékař                           | Emma Miller        | vedlejší role (6. řada)                          |
| 2015      | Gotham                                    | Grace Fairchild    | díl: „Beasts of Prey“                            |
| 2015–2016 | Scream                                    | Emma Duval         | hlavní role (1.–2. řada)                         |
| 2016      | Lásky přes internet                       | Beth               | díly: „The Friends“, “The Good Guy“              |
| 2016      | Scream: If I Die                          | Emma Duval         | díl: „One Surprise Left“                         |
| 2017      | Bull                                      | Susan Bryant       | díl: „Teacher's Pet“                             |
| 2017      | Behind Enemy Lines                        | Roxanne Daly       | nevydaný televizní pilot                         |
| 2017      | Malé ženy                                 | Meg March          | hlavní role                                      |
| 2018      | #Fashionvictim                            | Anya St. Clair     | nevydaný televizní pilot                         |
| 2018      | Dům z karet                               | dvacetiletá Claire | díly: „Chapter 72“, „Chapter 73“                 |
| 2019      | Zákon a pořádek: Útvar pro zvláštní oběti | Ava Parcell        | díl: „Plastic“                                   |
| 2019      | Znovu 20                                  | Audrey Colbert     | díly: „The Unusual Suspect“, „Merger, She Wrote“ |
| 2019      | Dolly Parton: Hra na city                 | Maddie Hawkins     | díl: „J.J. Sneed“                                |
| 2019–2020 | Jak se opovažuješ                         | Colette French     | hlavní role                                      |
| 2020      | Acting for a Cause                        | Hamlet             | díl: „Hamlet“                                    |
| 2020      | Day by Day                                | vypravěčka         | hlasová role; díl: „Closed Germ Loop“            |
| 2020      | Miliardy                                  | Jill               | díl: „The Limitless Sh*t“                        |
| 2022      | Jack Reacher                              | Roscoe Conklin     | hlavní role (1. řada)                            |